# Louise Albertine Hoffmann
Louise Albertine Hoffmann (geborene Doerffer; getauft am 23. Juli 1748 in Königsberg, Königreich Preußen; gestorben am 13. März 1796 in Königsberg-Tragheim) war die Mutter des Dichters E. T. A. Hoffmann.

## Leben
Sie stammte aus ostpreußischen Pfarrers- und Juristenfamilien. Anna Neander (Ännchen von Tharau) war eine Ururgroßmutter. Der Vater Johann Jacob Doerffer war ein angesehener Hofgerichtsadvokat in Königsberg, die Mutter Louise Sophie war eine Tochter des Gutsherrn Tobias Christoph Voeteri (Vetter).
Louise Albertine heiratete 1767 den Hofgerichtsadvokaten Christoph Ludwig Hoffmann in Königsberg. Sie hatten die Söhne Johann Ludwig (* 1768), Carl Wilhelm Philipp (* 1773, starb wahrscheinlich früh) und Ernst Theodor Wilhelm (1776–1822).
1778 trennten sich die Eheleute. Der Ehemann blieb mit dem älteren Sohn Johann Ludwig zunächst in der bisherigen Wohnung in der Französischen Straße, Louise Albertine zog mit dem jüngeren Sohn Ernst Theodor Wilhelm zurück zu ihrer Mutter in die Junkerstraße  (später Poststraße 13, direkt neben der Hauptpost). Dort lebte sie mit ihrem Bruder und zwei  Schwestern.
Louise Albertine Hoffmann litt nach der Trennung  unter seelischen und körperlichen Beschwerden. Sie

„vegetirte nur in immer krankhaftem Zustande. Schon ihr Aeußeres war ein Bild der Schwäche und des Herzenskummers, der sie ganz niederzubeugen schien. (...)  Das Leben der beiden Frauen war auf den Kreis des Wohnzimmers beschränkt, welches sie nie verließen.“

1796 starb sie im Alter von 47 Jahren an „Schlagfluß“. Sie wurde im Gewölbe der Tragheimer Kirche bestattet.

## Einfluss auf das Werk des Sohnes
Der Sohn Ernst Theodor Wilhelm lebte 20 Jahre bei seiner Mutter bis zu deren Tod. Er entwickelte nie eine wirkliche emotionale Bindung zu ihr.

„Hoffmann sprach nicht gern von ihr, war es aber nicht zu vermeiden, nur in Ausdrücken der Wehmuth und Verehrung.“

Als Kind litt er unter ihrer Teilnahmslosigkeit und der Abwesenheit des Vaters nach der Scheidung. Er suchte elterliche Bezugspersonen bei den anderen Familienmitgliedern, fühlte sich aber trotzdem oft verwaist. Dabei flüchtete er sich auch in Phantasiewelten. Diese wurden später wesentliche Bestandteile seiner Erzählungen.
E. T. A. Hoffmann erwähnte seine Gefühle (oder Nicht-Gefühle) gegenüber der Mutter in Briefen und in Tagebuchaufzeichnungen. Rüdiger Safranski beschreibt, dass Hoffmanns spätere Werke von der Erfahrung geprägt seien, dass ihm die Mutter fehlte. In dem Roman Die Elixiere des Teufels überlässt die Mutter ihren Sohn einer Äbtissin. In dem Kunstmärchen Klein Zaches genannt Zinnober will die Mutter ihren missgestalteten Sohn loswerden, der von einer Fee aufgenommen wird. Und in dem satirischen Roman Lebens-Ansichten des Katers Murr muss sich der Kater das Jammern der Katzenmutter über den untreuen Gatten anhören. Ähnliches sei wohl auch Hoffmann widerfahren. Mütter hätten in Hoffmanns Werk kaum eine Lebensberechtigung, sie stehen im Schatten, verschwinden oder lassen sich vertreten.